# Пепилонго (Беневенто)
Пепилонго је насеље у Италији у округу Беневенто, региону Кампанија.
Према процени из 2011. у насељу је живело 11 становника. Насеље се налази на надморској висини од 527 м.